# Laminicoccus asteliae
Laminicoccus asteliae är en insektsart som beskrevs av Jennifer M. Cox 1987. Laminicoccus asteliae ingår i släktet Laminicoccus och familjen ullsköldlöss. Inga underarter finns listade i Catalogue of Life.